# Pollegio
Pollegio (lmo. Puléisg, niem. Klösterli) – miejscowość i gmina w południowej Szwajcarii, w kantonie Ticino, w okręgu (distretto) Leventina, w powiecie (circolo) Giornico. Leży nad rzeką Brenno. 

## Demografia
W Pollegio mieszka 841 osób. W 2021 roku 34,5% populacji gminy stanowiły osoby urodzone poza Szwajcarią. 

## Transport
Przez teren gminy przebiegają autostrada A2 oraz drogi główne nr 2 i nr 416.